# カロリン・クレア・リーヴィット
- キャロライン・レビット[1]
- カロライン・リービット[2]

カロリン・クレア・リーヴィット（英語: Karoline Claire Leavitt, 1997年8月24日 - ）は、アメリカ合衆国の政治活動家である。現在、ホワイトハウス報道官を勤める。日本語の報道では「キャロライン・レビット」、または「カロライン・リービット」などと記される。

## 経歴

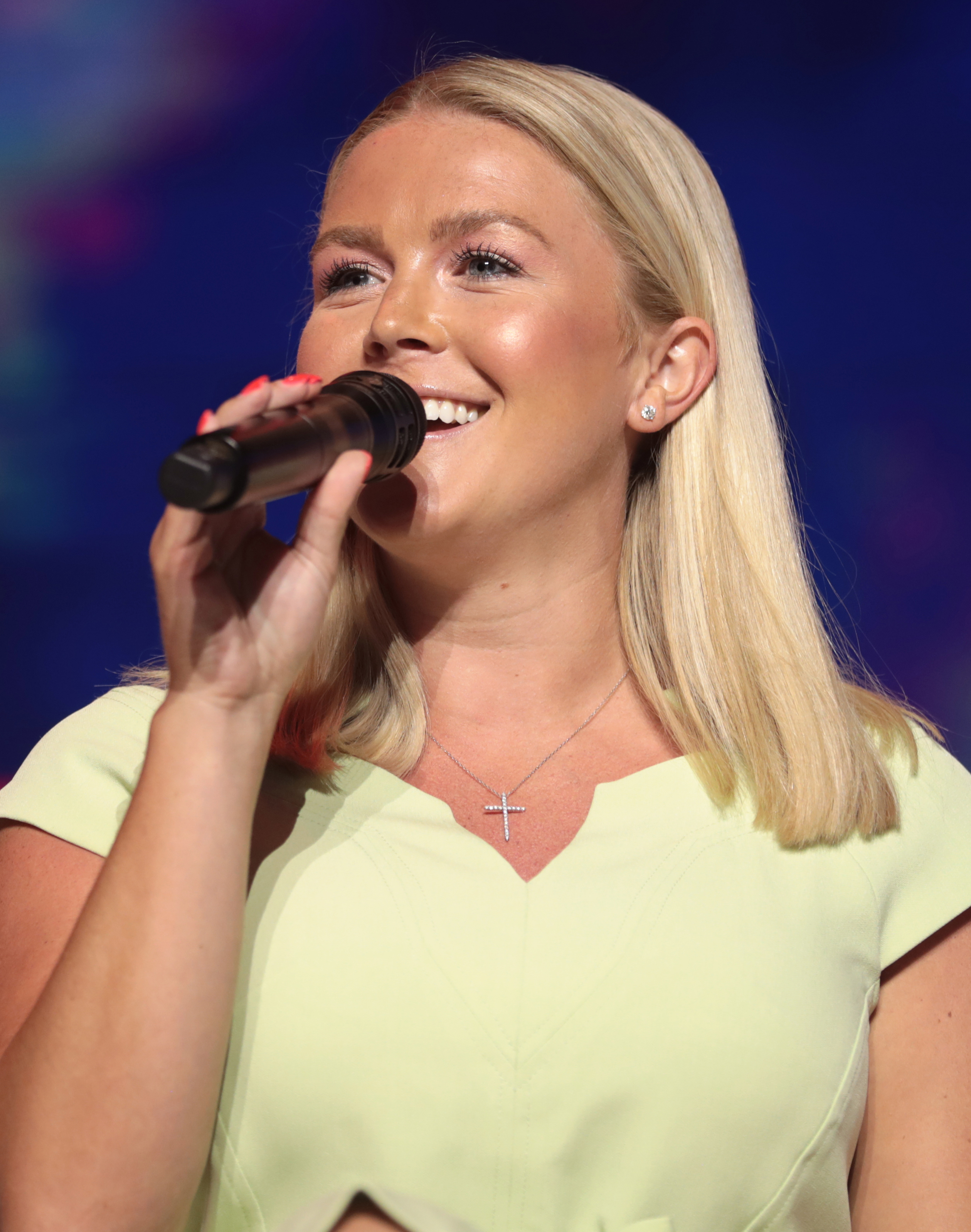
2022年当時のリーヴィット

- ニューハンプシャー州アトキンソン（英語版）出身。実家はアイスクリーム屋を経営していた[3]。
- マサチューセッツ州のセントラル・カトリックハイスクール（英語版）を経て、セントアンセムカレッジ（英語版）を卒業[4]。
- セントアンセムカレッジ時代は、大学初となる放送クラブを設立し、ドナルド・トランプを支持し、反リベラル姿勢を前面に押し出した活動を展開した[5]。
- また第一次ドナルド・ジョン・トランプ政権の下でホワイトハウス報道官を務めていたケイリー・マケナニーの下でアシスタントを務めていた経歴もある[6]。
- 2022年中間選挙では、アメリカ合衆国下院議員選挙ニューハンプシャー第一選挙区（英語版）に共和党候補として出馬し、クリス・パパス（英語版）（民主党）を相手に激しい選挙戦を演じた末に敗れた[7]。
- 2024年にはドナルド・ジョン・トランプの2024年大統領選挙運動（英語版）全国広報官に就任[8]。途中第1子出産のために休養したが、「ドナルド・トランプ暗殺未遂事件」発生を受けて産後すぐに職務に復帰した[8]。
- ドナルド・ジョン・トランプの大統領返り咲き当選が決定した後、2024年11月15日にトランプから次期ホワイトハウス報道官に指名された[1][2]。
- 2025年1月20日のトランプ新政権発足と同時に第36代ホワイトハウス報道官に就任した[9]。
- トランプを選んだ米国は自由の女神像にふさわしくないと返却を求めたフランスの欧州議会議員に対し、返却を拒否した上で「フランス人がドイツ語を話していないのはアメリカのおかげ、偉大な我々の国に感謝すべきだ」と言い放った[10]。

## 家族
2人の兄弟がいる。リーヴィットは家族の中で、最初の大学卒業者である。
2023年末に、32歳年上の不動産開発業ニコラウス・リッチオと婚約。その後結婚し、2024年7月に男児を出産した。
カロリン・クレア・リーヴィットはローマ・カトリック教会信徒である。